# Svorka
Svorka – rzeka w Norwegii w regionie Trøndelag. Jej długość wynosi około 40 km. Powierzchnia zlewni: 323 km². Uchodzi do Orkli w Svorkmo.
Bieg rzeki w pobliżu ujścia został zmieniony podczas budowy linii kolejowej Thamshavnbanen w 1908 roku.